# Рура, Роза Васильевна
Роза Васильевна Рура (ок. 1860 — ?), спекулировавшая мелкими товарами в помещении издательства «Всемирная литература», прославилась благодаря знакомству со многими поэтами Серебряного века.
О молодых годах Розы сведений нет. Известно лишь, что она происходила из еврейской семьи. В 1919 г. женщина появилась в издательстве «Всемирная литература», где занялась мелкой торговлей. В то время она уже находилась в преклонном возрасте.
Роза Васильевна продавала сладости, мыло, папиросы, «самодельные лепёшки и колбаски», выполняла мелкие поручения и давала ссуды. Цены у Розы были высокими, зато она отпускала товар в долг. Местом её торговли служила мраморная лестница или прихожая возле кабинета главы издательства А. Н. Тихонова.
Старуха была склонна к полноте и куталась в платки. Она часто присутствовала на литературных вечерах, где восседала в нарядном платье и с «бессмысленным выражением лица».
У Розы Васильевны был альбом, в который она просила писать своих клиентов-литераторов. Многие посвящали ей шуточные стихотворения, некоторые из них цитируются в воспоминаниях современников. Альбом Розы Васильевны был приобретен Пушкинским Домом в 1966 г. у ее сына Давида Михайловича Руры и ныне хранится там (ИРЛИ. Р. I. Оп. 42. Ед. хр. 69). Полный текст альбома доступен на сайте Пушкинского Дома.
Если грустишь, что тебе задолжал я одиннадцать тысяч,
Помни, что двадцать одну мог я тебе задолжать.Осип Мандельштам
Печален мир. Все суета и проза.
Лишь женщины нас тешат да цветы.
Но двух чудес соединенье ты:
Ты женщина! Ты Роза!Георгий Иванов
Нет, клянусь, довольно Роза
Истощала кошелек!
Верь, безумный, он -- не проза,
Свыше данный нам паек!..Александр Блок
На что нам былая свобода,
На что нам Берлин и Париж,
Когда ты направо от входа
Насупротив кассы сидишь.Вильгельм Зоргенфрей
«О дева Роза, я в оковах»,
Я двадцать тысяч задолжал,
О сладость леденцов медовых,
Продуктов, что творит Шапшал.
Но мне ничуть не страшно это,
Твой взор, как прежде, не суров,
И я курю и ем конфеты,
«И не стыжусь моих оков».Николай Гумилёв